# Атанас Сотиров-Златното циганче
Атанас Сотиров – Златното циганче е български концертмайстор, кабаретен музикант и диригент, гастролирал с оркестъра си през междувоенния период в София и Варна.